# Karl Robert Eduard von Hartmann
Eduard von Hartmann (ur. 23 lutego 1842 w Berlinie, zm. 5 czerwca 1906 w Groß-Lichterfelde) – niemiecki filozof, autor Filozofii nieświadomego. Głosił teorię pesymizmu historiozoficznego. Był bezpośrednim kontynuatorem Arthura Schopenhauera i usiłował pogodzić jego filozofię z koncepcjami Hegla i Schellinga.

## Poglądy
Początkowo oficer, z powodu choroby opuścił wojsko. Sam Hartmann dzieli pracę swego życia na 4 okresy:
1. lata (1868–1878), początkowe próby Philosophie des Unbewussten, Versuch einer Weltanschauung (1869, 11 wyd. 1904);
2. lata (1878–1887), okres na który przypada powstanie głównych dzieł: Phänomenologie des sittlichen Bewusstseins (1879, 2 wyd. 1886), Religionsphilosophie (1882, 3 wyd. 1906–1907), Aesthetik (1886–1887);
3. lata (1887–1895), w tych latach prócz studiów z filozofii historii, polityki i socjologii ukazuje się tylko Das Grundproblem der Erkenntnistheorie (1889);
4. okres liczy od 1896, wykończenie systemu przez Kategorienlehre (1896), dalej „Geschichte der Metaphysik” (1899–1900), „Die moderne Psychologie (1901), „Die Weltanschauung der modernen Physik” (1902, 2 wyd. 1909), „Das Problem des Lebens” (1906) i „System der Philosophie im Grundriss” (1906–1909). Pod pseudonimem Karol Robert napisał: „Dramatische Dichtungen: Tristan und Isolde, David und Bathseba” (1871).

Eduard Hartmann wykorzystał szereg idei Arthura Schopenhauera i głosił, że duchową osnową wszystkiego, co istnieje, jest nieświadomy pierwiastek, w którym zawarta jest wola i przedstawienie. Filozofia Hartmanna opiera się głównie na nieświadomości, którą usiłuje uzasadnić na podstawie teologii i faktów życia duchowego. Dla wytłumaczenia istoty organizmów trzeba przyjąć kierownicze, celowo działające, choć organizmom nieuświadomione siły wyższe. Rozumna i wolą obdarzona siła przejawia swe działanie nie tylko w sferze cielesnej, w instynkcie itd., ale też w ludzkim duchu, w popędzie płciowym, w uczuciach, charakterze, twórczości artystycznej, mowie, w myśleniu i historii, gdzie pojedyncze jednostki pracują nieświadomie dla wielkich celów świata. To „nieświadome” Hartmanna jest syntezą „ducha” Hegla, „nieświadomego” Schellinga i „woli” Schopenhauera. Hartmann określa swój system jako konkretny monizm, a swoje stanowisko teoriopoznawcze jako transcendentalny realizm. W etyce i filozofii religii jest pesymistą: kresem historii ludzkości będzie triumf umysłu nad wolą, czyli taki rozwój samoświadomości ludzi, że doprowadzi ich do zbiorowego samobójstwa. Świat zawdzięcza swój byt nie tylko inteligencji nieświadomego, ale i również w nim zawartej nierozumnej woli.